# L'Homme au complet marron
Pour les articles homonymes, voir L'Homme au complet marron (homonymie).
L'Homme au complet marron (titre original : The Man in the Brown Suit) est le quatrième roman écrit par Agatha Christie publié le 22 août 1924 au Royaume-Uni, mettant en scène, aux côtés d'autres personnages situés au premier plan, le colonel Race, intervenant comme personnage secondaire. Sa thématique le rattache à la fois au roman policier, au roman d'espionnage et au roman d'aventures. En France, il est publié le 1er août 1930.

## Résumé
Une jeune fille désargentée, Anne Beddingfeld, vient tenter sa chance à Londres après le décès de son père, professeur féru de paléontologie mais détaché des « réalités terrestres ».
Alors qu'elle cherche du travail, elle est le témoin de la chute suspecte d'un homme sur la voie ferrée, dans le métro de Londres. Elle a pu constater, à cette occasion, que la victime avait été effrayée par la présence d'un homme mystérieux.
Par une suite de hasards et de petites investigations, Anne finit par retrouver la trace du mystérieux inconnu aperçu sur la scène de l'accident du métro et achète, sur une impulsion subite, avec le reste de ses économies, un billet d'aller simple sur un navire en partance pour la Rhodésie et l'Afrique du Sud, le Kilmorden Castle. Une fois sur place, elle parvient à se faire engager comme secrétaire de sir Eustace Pedler, un magnat de la presse propriétaire d'un moulin dans lequel a parallèlement été découvert le corps d'une femme inconnue. Anne y avait elle-même été attirée par la découverte, dans la poche de l'homme mort dans le métro, d'une carte d'une agence immobilière chargée de la vente du moulin.
S'ensuivent divers rebondissements et aventures, au cours desquels Anne déclenchera les passions, sur fond de troubles politiques en Rhodésie et de découverte d'une nature intacte et éblouissante.

## Personnages
- Anne Beddingfeld : protagoniste qui joue le rôle de détective dans l'affaire de "L'Homme au complet marron". Orpheline d'un célèbre professeur de paléontologie.
- Eustache Pedler : membre du Parlement ayant pour mission de transmettre des documents importants en Afrique du Sud.
- Guy Pagett : secrétaire de sir Eustache, complètement obnubilé par le travail.
- Suzanne Blair : une femme de haute société qui aide Anne dans son enquête.
- Harry Rayburn : second secrétaire de sir Eustace qui l'accompagne pour protéger les documents.
- Colonel Race : agent des services secrets britanniques aux intentions et activités sombres et mystérieuses.
- Révérend Chichester : homme de foi et passager du Kilmorden Castle.
- Miss Pettigrew : troisième secrétaire de sir Eustache durant son voyage en train pour la Rhodésie.

## Commentaires
Ce roman, découpé en un prologue et 36 chapitres, utilise un procédé de narration à la première personne, alternant deux points de vue différents. Après un prologue narratif à la troisième personne, destiné à introduire un personnage mystérieux et non nommé, on entre dans la suite du récit narré par Anne Beddingfeld (chapitres 1-7, 9-11, 14-16, 18-21, 23-27, 30, 32-36) entrecoupé d'« extraits du Journal intime de sir Eustace Pedler, membre du Parlement » (chapitres 8, 12-13, 17, 22, 28-29 et 31).
C'est aussi le premier roman dans lequel on croise le personnage du Colonel Race, discret agent des services spéciaux britanniques, qui réapparaîtra à deux reprises dans les enquêtes d'Hercule Poirot, notamment dans Cartes sur table (1936) et Mort sur le Nil (1937), mais aussi dans Meurtre au champagne (1944), où il sera le principal enquêteur.
À la différence de The Bodley Head qui avait été réticent pour publier ce roman, le quotidien londonien Evening News est suffisamment enthousiaste, après la publication en librairie, pour acheter les droits de publication sous forme d'un feuilleton quotidien dans ses colonnes, sous le titre d'Anna l'aventurière (Anna, the Adventurous). Même si le titre déplait à la romancière, les 500 livres gagnés lui permettent d'acheter une voiture grise Morris Cowley, qui jouera un rôle dans l'épisode de la disparition jusqu'ici inexpliquée de la romancière dans la campagne anglaise, entre le 3 et le 14 décembre 1926.

## Autour du roman
Les traductions françaises de 1980 et 1990 transforment le nom de famille de l'héroïne de « Beddingfield » en « Beddingfeld ». De même, le prénom du personnage de la danseuse espionne est changé de « Nadina » en « Nadine », ainsi que celui du deuxième narrateur du roman, transformé de « Eustace » en « Eustache ».

## Éditions
Éditions anglo-saxonnes
- (en) The Man in the Brown Suit, Londres, The Bodley Head, 22 août 1924, 312 p.
- (en) The Man in the Brown Suit, New York, Dodd, Mead and Company, 1924, 286 p. (LCCN 24025524)
- (en) The Man in the Brown Suit, HarperCollins, février 2010, 320 p. (ISBN 978-0-06-200665-3 et 0-06-200665-7) (édition électronique)

Éditions françaises
- L'Homme au complet marron  (trad. Juliette Pary), Paris, Librairie des Champs-Élysées, coll. « Le Masque » (no 69), 1er décembre 1930, 249 p. (BNF 31945456)
- L'Homme au complet marron (trad. Sylvie Durastanti) pp. 625-843, repris dans : L'Intégrale : Agatha Christie  (préf. Jacques Baudou), t. 1 : Les années 1920-1925, Paris, Librairie des Champs-Élysées, coll. « Les Intégrales du Masque », 1990, 1306 p. (ISBN 2-7024-2086-9, BNF 35338210)

### Livres-audio
Éditions anglo-saxonnes
- The Man in the Brown Suit, lu par Emilia Fox, novembre 2005, durée 8 heures 26 minutes :
  - édition électronique : Audio Partners Publishing,  (ISBN 1572704810) ou  (ISBN 9781572704817)
  - édition en 7 disques compact : BBC Audiobooks America, coll. « Mystery Masters Series »,  (ISBN 1572704829) ou  (ISBN 9781572704824)

Édition française
- L'Homme au complet marron (texte traduit et adapté par Vanessa Aucanot, abrégé par Michelene Wandor, lu par Michel Vuillermoz), éditions Thélème, Paris, 2004, 3 disques compact,  (ISBN 2-87862-3118) ou  (ISBN 978-2-87862-311-6), (BNF 40181115).

## Adaptations
- 1989 : L'Homme au complet marron (The Man in the Brown Suit), téléfilm américain d'Alan Grint pour CBS, avec Ken Howard dans le rôle du colonel Race ;
- 2005 : L'Homme au complet marron, bande dessinée française de la collection Agatha Christie d'Hughot (scénario) et Mohamed El Baïri (dessin).
- 2017 : L'Homme au complet marron, épisode 17 de la saison 2 des Petits Meurtres d'Agatha Christie. Le personnage du colonel Race y est absent, remplacé par le trio formé du commissaire Swan Laurence, de la journaliste Alice Avril et de la secrétaire Marlène Leroy, respectivement interprété par Samuel Labarthe, Blandine Bellavoir et Élodie Frenck.